# 路易斯·卡羅
查爾斯·路特維奇·道奇森（英語：Charles Lutwidge Dodgson，1832年1月27日—1898年1月14日），筆名路易斯·卡羅（Lewis Carroll），英國作家、數學家、邏輯學家、攝影家，以兒童文學作品《愛麗絲夢遊仙境》與其續集《愛麗絲鏡中奇遇》而聞名於世。

## 生平
路易斯·卡羅出生於英國英格蘭柴郡霍爾頓區達斯伯里，在家中的十一個孩子中年齡排行第三。當他十一歲的時候，由於父親工作的原因，卡羅全家遷移至了位於北約克郡的Croft-on-Tees村，並在那裡生活了二十五年。

### 教育
卡羅早年受教于家中，他被保存在家族檔案館里的“閱讀列表”證明了他是一個擁有著極高智慧的人——例如他在七歲時便開始閱讀《天路歷程》。同家裡的其他幾位兄弟姐妹一樣，他有著口吃。當他十二歲時，他被送到了位於里士滿市的里士滿文法學校（先屬於里士滿學校）。
1846年，年輕的道奇森被送到了拉格比公學，雖然他對這裡的生活並不算滿意，但是他在學校的表現卻非常出色。例如當時這所學校的數學系碩士R.B.馬耶爾就曾說：“自從我來到拉格比公學后，我還從來沒有見過比道奇森更有出息的人。”
道奇森于1849年離開了拉格比公學。在1850年5月，他獲得了進入牛津大学基督堂学院的资格——而这也是他父親所就讀的學院，并于1851年1月正式獲得了定居的資格。但是，在他剛剛入學兩天后，他就收到了召喚回家令：他的母親死於“腦炎”（當時年僅47歲）——確切地說，可能為腦膜炎。
他的早期學術生涯在明亮前途與不可抗拒的誘惑中擺盪。他雖然並不總是刻苦學習，但是擁著不凡的天賦總是輕易得到成就。他於1852年獲得了牛津大學數學學士考試的一等榮譽獎，緊隨其後又獲得了由他父親的老朋友——爱德华·布弗里·蒲赛頒發的獎學金。在1854年，他得到了最終數學學術考試的一等榮譽，幷獲得了全學生中的第一名，得到了文學士的學位。這之後，他留在了基督堂学院學習與教學，但他在接下來的一年卻沒有得到一個重要的獎學金——因為他自己認為他沒有能力獲得這個獎學金，便沒有去申請。但即使如此，他作為一名數學家的天賦還是讓他在1855年得到了基督堂学院的講師職位。他在此教授數學二十六年。雖然剛開始他對留在基督堂学院並不太高興，但他仍然一直待在這裡擔任著各種職務，直至去世。

### 健康

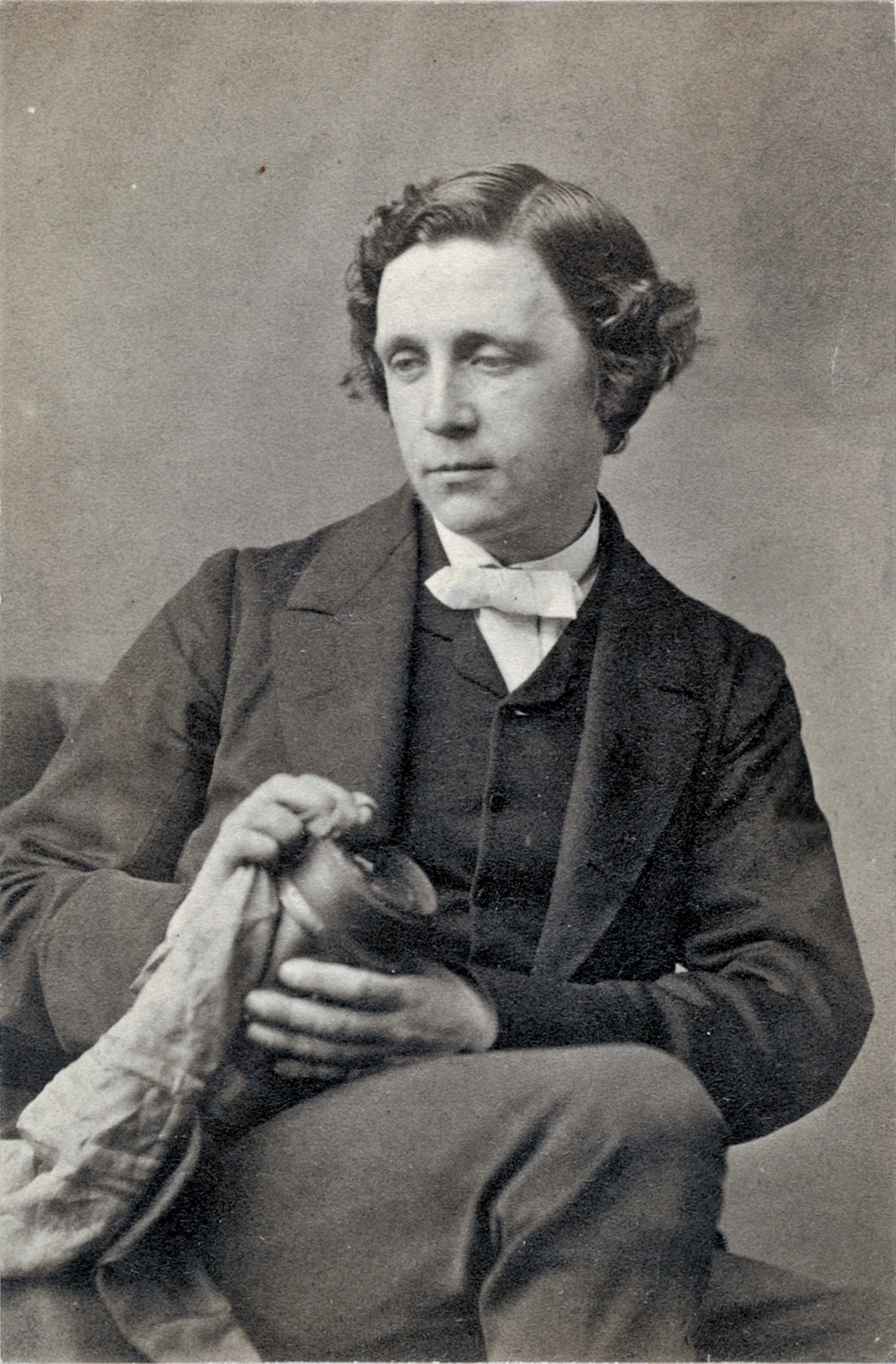
路易斯·卡羅，由奧斯卡·古斯塔夫·雷蘭德攝於1863年

卡羅年輕時的身高約為六英尺（183公分），身體苗條，有著棕色的捲髮。不過，他曾經被描述成“身體不勻稱”，並且有著行走上的不便，這大概是因為他在中年受到膝蓋傷害的緣故。在他很小時候，有一隻耳朵就聾了，在十七歲的時候，又得了百日咳，有可能導致了日後虛弱的肺部。此外，他的口吃也給他後來的生活帶來了諸多的影響。傳說他的口吃只當他與成年人交流的時候才會發作，而在與兒童對話的時候卻不會，但這說法並無證據支持。許多他友人的小孩記住了他的口吃，但是成年人卻沒有注意到。他本人似乎比旁人更為在乎他的口吃，例如，傳說他將自己化為他文學作品《愛麗絲夢遊仙境》中的角色渡渡鳥，用以諷刺自己說不好自己姓氏的事實。但是這一再流傳的事實卻無留存的第一手證據支持，他的確將自己稱為渡渡鳥，但這是否因為口吃未能確定。

### 社交
雖然卡羅患有口吃，但這並沒有影響他的社交生活。當時卡羅精通社交的諸多方面，如唱歌、講故事與幽默。他被視為是很會娛樂大眾的人，從來不懼怕在別人面前講話。他也是一個很會講故事的人，而且是字謎遊戲方面的專家。
在卡羅出版其早期作品與《愛麗斯夢遊仙境》兩部作品之間，他步入了前拉斐爾派的社交圈。在1857年，他結識了約翰·拉斯金。他還認識了但丁·加百列·羅塞蒂及其家庭，以及威廉·霍爾曼·亨特、約翰·艾佛雷特·米萊、亚瑟·休斯等藝術家。卡羅還對喬治·麥克唐納的童話有著很多的瞭解。麥克唐納的孩子非常喜歡卡羅的“愛麗絲”系列作品，而這也推動了卡羅對這套作品的出版。

### 政治、宗教與哲學
道奇森在政治、宗教與哲學方面偏向保守。马丁·加德纳曾經把他比喻成一名“懾于主而傾向於陷上欺下”的托利黨人。而威廉·圖克維爾則在他的《牛津之回想》的著作中， 評論卡羅“嚴厲、羞澀、精確，沉溺于對數學的幻想中，警惕地把持著自己的威嚴，在政治、邏輯理論以及社會理論上固執地保守，生活就像愛麗絲夢境中的廣場一般”。卡羅在哲學與宗教上同樣有著興趣：他曾經就許多哲學論點寫過一些著作。例如他發表在英國《MIND》雜誌上的理发店悖论，就激起了當時許多邏輯學家的回應。

## 著作

### 兒童文學

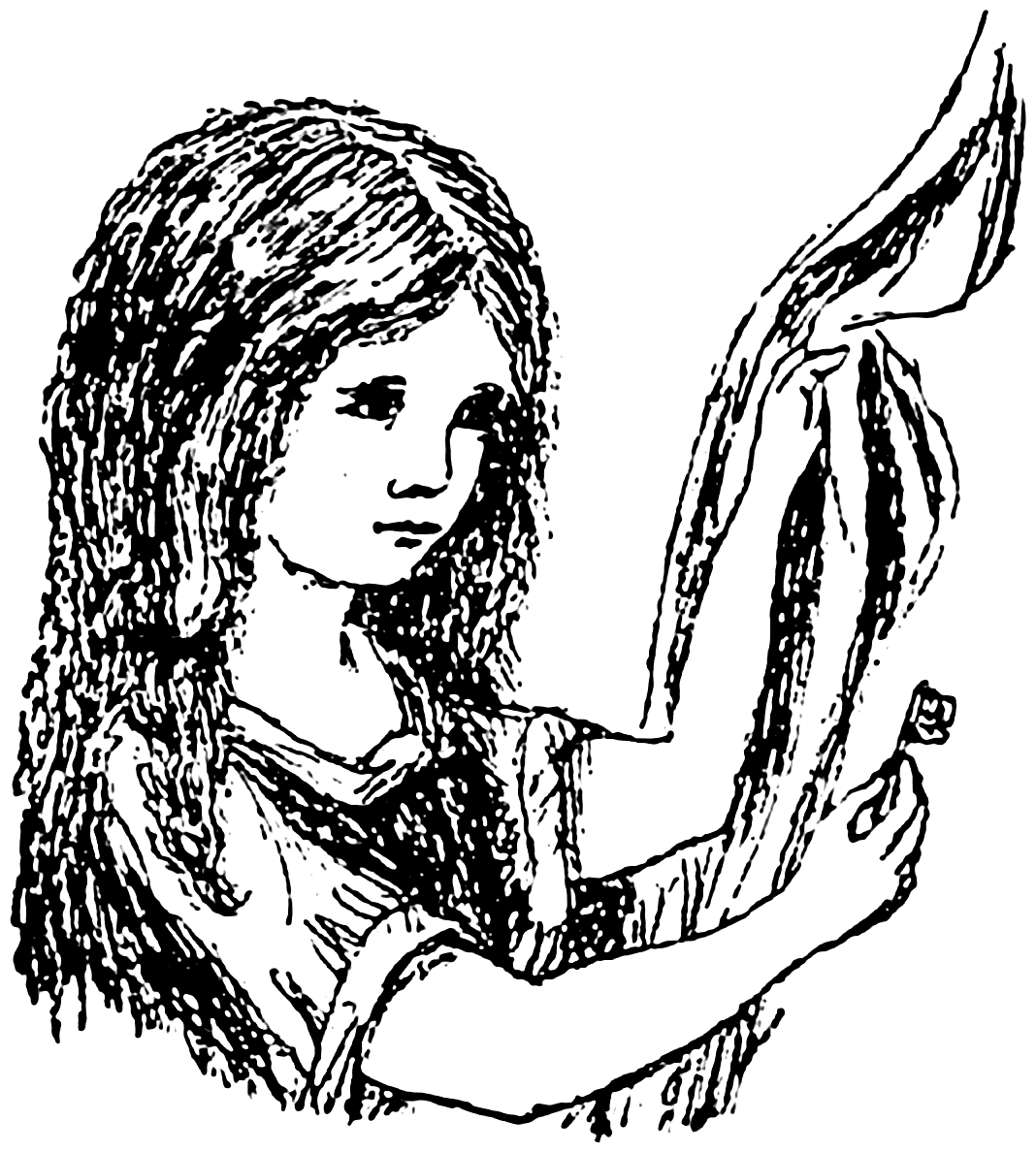
卡罗尔自己为《爱丽丝梦游仙境》绘制的插画

- 《愛麗絲夢遊仙境》（Alice's Adventures in Wonderland，1865年）

《爱丽丝漫游仙境》是卡罗尔兴致所致，给友人的女儿爱丽丝所讲的故事，写下后加上自己的插图送给了她。后来在朋友鼓励下，卡罗尔将手稿加以修订、扩充、润色后，于1865年正式出版。故事讲述了一个名叫爱丽丝的小女孩，在梦中追逐一只兔子而掉进了兔子洞，开始了漫长而惊险的旅行，直到最后与扑克牌红王后、红王发生顶撞，急得大叫一声，才大梦醒来。这部童话以神奇的幻想，风趣的幽默，昂然的诗情，突破了西欧传统儿童文学道德说教的刻板公式，此后被翻译成多种文字，走遍了全世界。卡罗尔后来又写了一部姐妹篇，叫《爱丽丝镜中奇遇记》（Through the Looking-Glass，and what Alice found there），并与《爱丽丝漫游奇境记》一起风行于世。此外卡罗尔还著有诗集《The Hunting of the Snark》、《Jabberwocky》等作品。
- 《愛麗絲鏡中奇遇》（Through the Looking-Glass and What Alice Found There，1871年）
- 《西爾薇與布魯諾》（Sylvie and Bruno，1889年）

### 詩
- 《猎鲨记》（The Hunting of the Snark）
- "Jabberwocky"（收錄於《愛麗絲鏡中奇遇》書中）

## 附註
1. ↑  另譯：路易士·卡洛爾、路易斯·凱洛。